# Hummelhaus (Bratislava)

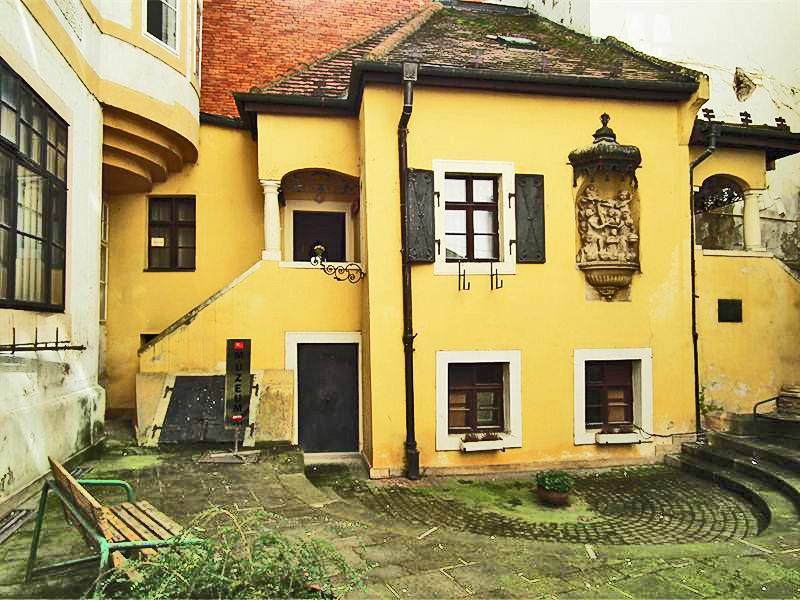
Gedächtnishaus und Museum für Johann Nepomuk Hummel (2015)

Das Hummelhaus in Bratislava ist ein Gedächtnishaus und Museum für den österreichischen Komponisten und Pianisten Johann Nepomuk Hummel (1778–1837), dessen Geburtshaus in unmittelbarer Nähe gestanden hat.

## Lage und Beschreibung
Das Hummelhaus steht im Innenhof des neobarocken Wohn- und Geschäftshauses Klobučnícka 2 (Hutmacherstraße) nahe dem zentralen Primatialplatz. Es ist ein zweigeschossiges Gebäude mit zwei Fensterachsen und Walmdach, flankiert von zwei Loggien, zu denen Außentreppen führen. In der oberen Etage ist an der Stelle eines Fensters ein Relief mit Sockel und Baldachin angebracht. Es zeigt die Krönung Mariens und stammt vom Geburtshaus Hummels.

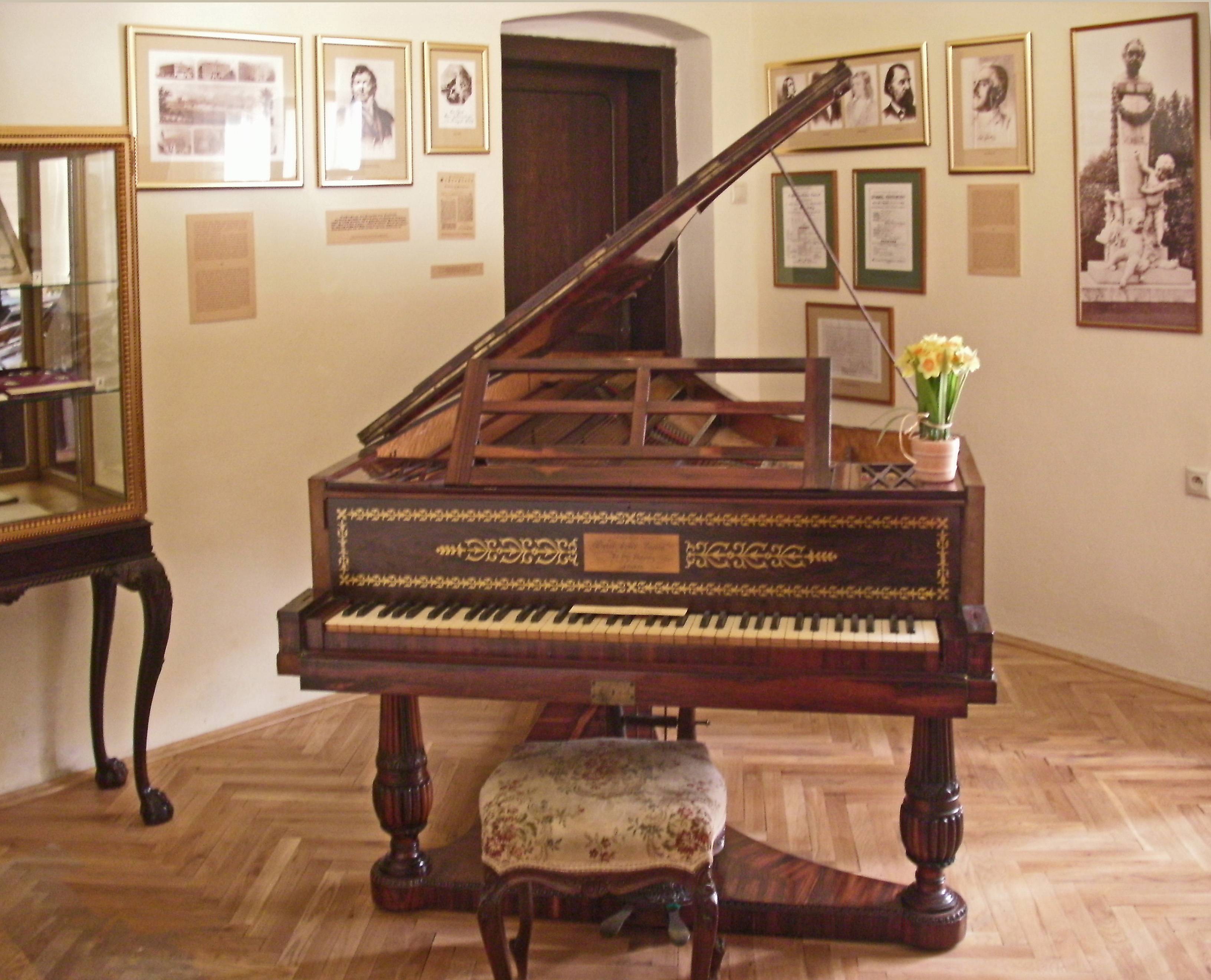
Im Museum

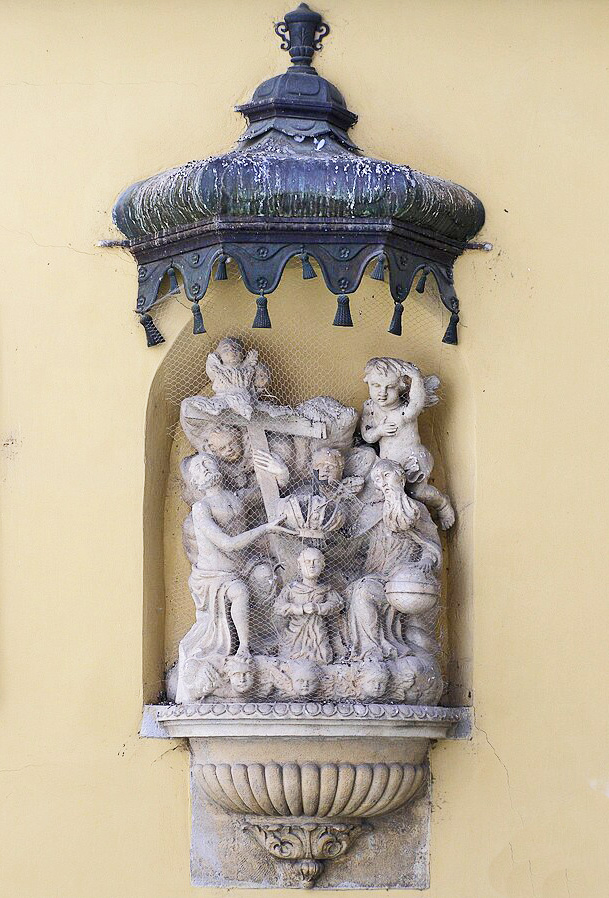
Marienrelief

Das in zwei Räumen untergebrachte Museum zeigt neben Bildern zu seinem Leben eine wertvolle Kollektion von Musikinstrumenten aus der Hinterlassenschaft des Künstlers sowie Notenaufzeichnungen aus seiner Hand.

## Geschichte
Das Gebäude ist ein ehemaliges Gartenhaus im Stil der Renaissance aus dem 17. Jahrhundert. Die Loggien wurden 1755 angebracht. 1909 wurde Hummels Geburtshaus für die Errichtung des heutigen Gebäudes an der Straße abgerissen und das aus der Mitte des 18. Jahrhunderts stammende Marienrelief übertragen.
Anlässlich des 100. Todestages des Komponisten richtete die Stadt 1937 das Museum ein. Die Ausstellung wurde mehrfach überarbeitet, zuletzt 2007 zu Hummels 170. Todestag.